# Гоц, Абрам Рафаилович
Абра́м Рафаи́лович Гоц (1882, Москва — 4 августа 1940, с. Нижний Ингаш, Красноярский край) — российский политический деятель, социалист-революционер, брат народовольца Михаила Рафаиловича Гоца (1866—1906).

## До революции
Родился в еврейской семье Рафаила Абрамовича Гоца и Фрейды Вульфовны Высоцкой. Внук известного московского чаеторговца Вульфа Янкелевича Высоцкого. Учился в Берлинском университете.
Член Партии эсеров, с 1906 года — член её боевой организации. В 1907 году был арестован. За подготовку покушения на полковника Римана приговорён к 8-ми годам каторги. В 1915 году переведён на поселение в село Усолье Иркутской губернии.

## Революция и гражданская война
После Февральской революции участвовал в Иркутске в создании Комитета общественных организаций. В марте 1917 года переехал в Петроград, лидер эсеровской фракции в Петросовете. На III съезде партии эсеров избран товарищем (то есть заместителем) председателя съезда, членом ЦК партии. Член Президиума ВЦИК 1-го созыва, был избран его председателем.
После Октябрьской революции — председатель Комитета спасения Родины и революции. Во время Гражданской войны организовывал вооружённые отряды Партии эсеров и занимался переброской их на Волжский фронт для поддержки демократического правительства в Самаре. Позднее на партийной работе в Одессе. В 1920 году арестован.

## Процесс 1922 года и дальнейшая судьба
24 февраля 1922 г. Президиумом ГПУ включён в список эсеров, которым предъявлено обвинение в антисоветской деятельности. По итогам процесса 1922 г. приговорён к высшей мере наказания. Решением Президиума ВЦИК от 11 января 1924 г. высшая мера заменена 5 годами лишения свободы. В мае 1925 г. сослан на 3 года в Ульяновск.
В июле 1925 г. арестован, приговорён к 2 годам тюремного заключения. По окончании срока отбывал ссылку в Ульяновске.
В 1937 г. арестован, в 1939 г. приговорён к 25 годам лишения свободы. Умер в Краслаге, по сведениям, нуждающимся в проверке, в селе Нижний Ингаш Красноярского края.

## Семья
- Отец — Шлёма-Рафаил Абрамович Гоц (1844—?), с 20 декабря 1885 года купец 1-й гильдии, член правления Товарищества чайной торговли «Высоцкий В. и К°».
- Мать — Фрейде Вульфовна Гоц (1845—?), дочь Вульфа Высоцкого, основателя чаеторговой фирмы «В. Высоцкий и К°». С 1891 года вся семья постоянно жила в Москве.
- Сестра — Розалия (Рейзе) Рафаиловна Гоц (1880—?), была замужем за статским советником, адвокатом Матвеем Владимировичем (Мордухом Вульфовичем) Поузнером (1869—1916), членом Совета и директором Русского торгово-промышленного банка, членом правлений Общества цементных заводов «Гранулит», Донецко-Грушевского общества каменноугольных и антрацитных копей, товарищества Сергинско-Уфалейских горных заводов. Его брат — журналист и общественный деятель Соломон Владимирович Познер (1876—1946, отец писателя Владимира Познера); другой брат Матвея Владимировича Познера — Александр Владимирович Познер (1875 — после 1941), основатель и совладелец товарищества «Григорий Вейнберг и Александр Познер, инженеры» в Санкт-Петербурге, дед телеведущего Владимира Познера и востоковеда Павла Познера. Сестра, Вера Вульфовна Поузнер (1871—1952), была замужем за адвокатом и общественным деятелем Л. М. Брамсоном. У А. Р. Гоца были также сёстры Соре (1873), Мере (1876), Бейле (1878), брат Маркус (1862)[2].
- Жена — Сара Николаевна Рабинович, сестра эсера, члена Учредительного собрания Бориса Рабиновича[3].

## Киновоплощения
- Эмиль Галь — Выборгская сторона, 1938
- Владимир Татосов — В дни Октября, 1958
- Дмитрий Лагачев — Столыпин… Невыученные уроки, 2006